# Jagdstaffel 75
A Jagdstaffel 75, conhecida também por Jasta 75, foi um esquadra de aeronaves da Luftstreitkräfte, o braço aéreo das forças armadas alemãs durante a Primeira Guerra Mundial. Esta esquadra abateu no total quatro aeronaves inimigas.